# Compsibidion divisum
Compsibidion divisum là một loài bọ cánh cứng trong họ Cerambycidae.